# ПД-14
ПД-14 — российский турбовентиляторный двигатель 5-го поколения
с тягой на взлёте от 12,5 до 14 тонн, головной двигатель семейства гражданских двигателей «ПД» (в рамках единой программы «ПД» ведётся развитие серии в виде двигателей ПД-8 и ПД-35., а также газотурбинных установок и двигателя для вертолёта).
Разработан пермской компанией «Авиадвигатель» и является первым турбовентиляторным двигателем, созданным в современной России.
ПД-14 расшифровывается как Перспективный Двигатель с тягой 14 тонн.
Семейство двигателей ПД предназначено для установки на российские самолёты серии класса МС-21 и SSJ, а также потенциально для установки на самолёты: Ан-148, Ту-204, Ту-214, Ту-334, Бе-200, Ил-76МД-90А, Ил-78М-90А, Ил-106, Ил-96-300, Ил-96-400Т, Ил-276.

## Разработка
В 2006 году подписано соглашение о создании ПД-14.
В 2008 году началось финансирование и разработка двигателя. За базу был взят двигатель ПС-12 (1999).
Головной разработчик двигателя АО «ОДК-Авиадвигатель», головной изготовитель — «ОДК-Пермские моторы». Научное сопровождение проекта: ФГУП «ЦИАМ», ФГУП «ЦАГИ». Разработчик материалов: ФГУП «ВИАМ».
В апреле 2012 года началась сборка двигателя-демонстратора,
16 апреля 2012 года в работе и доводке находились также четыре газовые турбины и несколько установок модуля модели вентилятора, полноразмерный компрессор, камера сгорания, две турбины, одна из которых прошла испытания в ЦИАМ. 

Первый запуск на наземном испытательном стенде первого образца двигателя-демонстратора ПД-14 состоялся 9 июня 2012 года.
30 октября 2015 года начались первые лётные испытания в составе летающей лаборатории Ил-76ЛЛ.
В октябре 2018 года Росавиация выдала двигателю «сертификат типа», подтверждающий готовность изделия к серийному производству и эксплуатации.
21 апреля 2019 года первые два двигателя ПД-14 для лайнеров МС-21 были переданы авиастроительной корпорации «Иркут». Всего изготовлено 16 двигателей. Ещё два из них будут испытаны в течение года с последующей передачей авиакорпорации.
15 декабря 2020 года состоялось первое лётное испытание двигателя ПД-14 на самолётах МС-21-310 на аэродроме Иркутского авиационного завода. Продолжительность полёта составила 1 час 25 минут.
В феврале 2021 года было получено разрешение на серийное производство двигателя.
Первое коммерческое использование планировалось начать на самолёте МС-21-310 в 2022 году.
В итоге, серийные поставки авиадвигателей должны начаться в 2024 году, как и выпуск серийных самолётов на их основе (в марте 2024 года второй лётный образец МС-21, ранее проходивший испытания с импортной силовой установкой, был ремоторизирован на ПД-14 и совершил свой первый полет с аэродрома Иркутского авиазавода); также сообщается (со ссылкой на главу «Ростеха» С. Чемезова) что это переносится «на год-два» — на 2025—2026 гг.
Стоимость проекта
В 2010 году стоимость разработки оценивалась в 70 млрд рублей, из которых 35 млрд было выделено из бюджета.

### Сертификация
К апрелю 2012 года подписано соглашение с Авиационным регистром Межгосударственного авиационного комитета (АР МАК) о сертификации двигателя ПД-14. Разработчик ПД-14 будет сертифицировать двигатель в АР МАК, параллельно проводя сертификацию со специалистами EASA, с последующим признанием этого Сертификата агентством EASA. АР МАК имеет соответствующее соглашение об этом с EASA. Ожидается, что полная сертификация EASA будет завершена в 2021 году.
Сертификация производства началась с сертификации материалов, в апреле 2012 года с ВИАМ оформлен график сертификации производства материалов на металлургических заводах России. Затем предполагается сертифицировать и сами производственные процессы на предприятиях-участниках кооперационных поставок для ПД-14. В дальнейшем планируются сертификации производства в EASA.
18 октября 2018 года Росавиация выдала сертификат типа. В 2019 году планируется валидация Сертификата типа двигателя в Европейском агентстве по безопасности полётов, 15 декабря 2020 года состоялось первое лётное испытание двигателя ПД-14 на самолётах МС-21-310 на аэродроме Иркутского авиационного завода. Продолжительность полёта составила 1 час 25 минут. В 2019 году началась подготовка к сертификации по правилам ETOPS, при этом сама сертификация займёт несколько лет.
В феврале 2021 года ПД-14 получил дополнение к Сертификату типа от Международной организации гражданской авиации (ИКАО), свидетельствующее о возможности установки данного типа двигателей на воздушные суда, осуществляющие международные полёты без ограничений. Данный сертификат открывает программу серийного производства ПД-14 и оснащения ими самолётов типа МС-21.
В перспективе планируется сертификация FAA (США).

## Конструкция
ПД-14 — турбовентиляторный двухконтурный двухвальный двигатель, без смешения потоков наружного и внутреннего контуров, с реверсом и эффективной системой шумоглушения, включая шевроны. ТРДД создан на базе нового высокоэффективного газогенератора со структурной схемой «8+2».
Двигатель состоит из восьми ступеней компрессора и двух ступеней турбины (5+ поколение).
Вентилятор трансзвуковой, выполнен с широкохордными пустотелыми бесполочными лопатками, в компрессоре применены блиски.
Осевой компрессор низкого давления выполнен трёхступенчатым в основной версии двигателя, четырёхступенчатым в варианте ПД-14М и одноступенчатым — для ПД-10.
Турбина низкого давления имеет шесть ступеней (в варианте ПД-10 — пять). Барабанно-дисковый компрессор высокого давления выполнен восьмиступенчатым. Малоэмиссионная кольцевая камера сгорания выполнена из жаростойкого интерметаллидного сплава с керамическим покрытием и оснащена 24 двухконтурными центробежно-пневматическими форсунками. Турбина высокого давления включает две ступени, лопатки выполнены охлаждаемыми. Турбины выполнены с регулируемыми осевыми зазорами. Система управления САУ-14 разработки «ОДК-СТАР» является двухканальной с полной ответственностью. Двигатель оснащается устройством реверса тяги решётчатого типа с электромеханическим приводом. Гондола двигателя на 65 % состоит из композитных материалов.
Доля импортных комплектующих составляет около 5 %, по данным официального блога ОАК.

### Преимущества
Конкурентные преимущества по показателям экономической эффективности эксплуатации обеспечиваются следующими основными параметрическими и конструктивными особенностями по сравнению с аналогами-конкурентами:
- Меньшие температуры на выходе из камеры сгорания являются важнейшим фактором уменьшения стоимости, снижения рисков в достижении заявленных показателей долговечности и надёжности двигателей самолётов с коротким полётным циклом.
- Меньший диаметр вентилятора ПД-14 позволяет иметь объективное снижение массы двигателя и лобового сопротивления мотогондолы.
- Оптимальные размеры внутреннего контура (газогенератора) облегчают решение проблемы относительно больших отборов воздуха из компрессора на различные нужды и снижают установочные потери тяги.
- Достаточно высокая расчётная степень сжатия вентилятора (вследствие применения несколько меньшей степени двухконтурности) исключает необходимость применения регулируемого сопла наружного контура с неизбежным увеличением массы и сопротивления двигательной установки и снижает установочные потери тяги.
- Проверенная в эксплуатации классическая безредукторная схема двигателя ПД-14 позволяет достичь требуемых показателей массы, ресурса, надёжности и стоимости обслуживания.
- Удельный расход топлива на 10—15 % меньше по сравнению с современными двигателями аналогичного класса тяги и назначения, у ПД-18Р этот показатель будет улучшен на 3—5 % (эта информация размещена на официальном сайте примерно с 2012 года и на сегодняшний день она актуальна для авиадвигателей прошлого поколения, например ПС-90 как раз входит в диапазон 10-15 %. На 2022 год ПД-14 по расходу топлива уступает двигателям LEAP-1 и PW1000-й серии примерно 3 %, но ПД-14 имеет меньший диаметр двигателя, что приводит к уменьшению его сопротивления набегающему потоку воздуха на крейсерском режиме полёта самолёта, что в итоге уменьшит разницу. Но точные результаты будут известны, когда самолёт выйдет в постоянную эксплуатацию. Хотя, наши производители уже как несколько лет могли бы объявить сравнительные характеристики расхода топлива, так как PW1400g и ПД-14 давно установлены на однотипный самолёт МС-21 и, наверняка, производители имеют сравнительные характеристики расхода топлива этих авиадвигателей[источник не указан 445 дней]).
- Шум от двигателя на 15—20 дБ меньше требования Главы 4 стандарта ИКАО.
- Снижение уровня эмиссии оксидов азота NOx относительно норм ИКАО 2008 года > 30 %.[28]
- Эксплуатационные расходы на 14—17 %, а стоимость жизненного цикла на 15—20 % меньше, чем у конкурентов[29].

Оптимальное сочетание умеренно высоких параметров цикла и проверенной схемы двигателя с прямым приводом вентилятора позволяет обеспечить снижение цены двигателя, затрат на обслуживание и ремонт, массы и лобового сопротивления двигательной установки и обеспечить преимущество двигателя ПД-14 по показателям экономической эффективности эксплуатации и стоимости жизненного цикла.

## Производство
Производство двигателей ПД-14 стартовало в январе 2020 года, в этом месяце первые пробные двигатели были поставлены на Иркутский авиазавод. На этот же год было запланировано завершение сертификации, а запуск серийного производства — на 2021-й год.
В 2023 году Объединенная двигателестроительная корпорация (ОДК, входит в «Ростех») сообщила, что планирует начать серийное производство двигателей в текущем году, а в 2030 году доведёт их выпуск до 160 штук.
Всего на конец октября 2023 года было изготовлено 8 двигателей ПД-14, а начало серийного производства было перенесено на 2024 год.
До ноября 2024 года Объединенная двигателестроительная корпорация (ОДК) передала заказчикам только два мотора ПД-14, хотя в октябре 2023-го генеральный конструктор «ОДК-Авиадвигатели» Александр Иноземцев докладывал Владимиру Путину о намерении выпустить в этом году 12 силовых установок ПД-14, а в 2025-м — 24. Планы на 2025 год сократились до семи единиц.
Кооперация
Комплектаторы 2-го уровня:
- Компрессор низкого давления и разделительный корпус: НПО Сатурн, УМПО, ОДК-Авиадвигатель.
- Газогенератор: ОДК-Авиадвигатель, ОДК-ПМ, УМПО, НПЦГ «Салют».
- Камера сгорания: ОДК-Авиадвигатель, ОДК-ПМ, УМПО. Альтернативную камеру разрабатывало КБ «Прогресс» (Украина).[7] Впоследствии от применения камеры сгорания разработки КБ «Прогресс» головной разработчик авиадвигателя отказался.[35]
- Сопло внутреннее и центральное тело: ОДК-Авиадвигатель, НПП Мотор (подразделение УМПО).
- Турбина высокого давления: ОДК-ПМ.
- Турбина низкого давления: НПП Мотор, ОДК-Авиадвигатель, ОДК-ПМ, УМПО.
- Коробка приводных агрегатов: ОДК-Авиадвигатель, УМПО, НПЦГ «Салют».
- FADEC и топливная система: ОДК-СТАР.
- Мотогондола и реверсное устройство: ОДК-Авиадвигатель, УНИИКМ, ПЗ МАшиностроитель, ОНПП Технология, ЦНИИСМ, НИАТ.

Комплектаторы 3-го уровня: 
Поставщики датчиков, агрегатов, штепсельных разъёмов, подшипников, различных электронных компонентов и пр. В первую очередь это западные комплектаторы, которые поставляют комплектующие и сертифицированы по программе двигателя ПС-90А2. Причина использования в качестве комплектаторов 3-го уровня в основном западных поставщиков — низкая конкурентоспособность отечественных комплектаторов. С другой стороны, головной разработчик ПД-14 стремится к созданию СП отечественных производителей с западными поставщиками.
- Авиадвигатель ПД-14 с шевронами на аэрокосмической выставке ILA Berlin Air Show 2012.
- Авиадвигатель на международной аэрокосмической выставке МАКС 2013 в Жуковском.
- Один из испытательных полётов на Ил-76ЛЛ на аэродроме «Раменское», 28 декабря 2015 года.

## Технические характеристики двигателей семейства ПД
По заявлению разработчика двигатель обладает следующими характеристиками:
- Наработка на неустранимое в полёте выключение двигателя > 200 000 ч.
- Надёжность вылета ВС, связанная с готовностью двигателя > 99,96 %.
- Удельный расход топлива на 10—15 % меньше по сравнению с современными двигателями аналогичного класса тяги и назначения, у ПД-18Р этот показатель будет улучшен на 3—5 %[уточнить].
- Шум от двигателя на 15—20 дБ меньше требования Главы 4 стандарта ИКАО.
- Снижение уровня эмиссии оксидов азота NOx относительно норм ИКАО 2008 года > 30 %.[28]
- Соответствует современным требованиям по сертификации АП-33, FAR-33, CS-E, ETOPS.
- Ресурс до первого ремонта блока насосов — 20 000 ч., до первого ремонта всех блоков САУ-14 — 40 000 ч.[8]

### Для самолётов
Семейство перспективных ТРДД для ближне- и среднемагистральных самолетов (БСМС) состоит из двигателей:
| Модель                                                    | ПД-8                                 | ПД-10                                          | ПД-14                                                                                              | ПД-14А                               | ПД-14М | ПД-18Р | ПД-35                                                                        |
| --------------------------------------------------------- | ------------------------------------ | ---------------------------------------------- | -------------------------------------------------------------------------------------------------- | ------------------------------------ | --- | --- | ---------------------------------------------------------------------------- |
| Тип двигателя                                             | Турбовентиляторный                   | Турбовентиляторный                             | Турбовентиляторный                                                                                 | Турбовентиляторный                   | Турбовентиляторный | Турбовентиляторный (редукторный привод вентилятора) | Турбовентиляторный                                                           |
| Диаметр вентилятора, мм                                   | 1228                                 | 1677                                           | 1900                                                                                               | 1900                                 | 1900 | н/д | 3100                                                                         |
| Сухая масса двигателя, кг                                 | 2300                                 | 2350                                           | 2870                                                                                               | 2870                                 | 2970 | н/д | ~8000                                                                        |
| Тяга на взлётном режиме (H=0, M=0), тс                    | 7,90                                 | 10,90                                          | 14,00                                                                                              | 12,54                                | 15,60 | 18,70 | 33,00-40,00                                                                  |
| Взлётная тяга кН                                          | 78                                   | 108                                            | 137                                                                                                | 123                                  | 153 | 178 | 350                                                                          |
| Температура газа перед турбиной в °С                      | н/д                                  | н/д                                            | 1725                                                                                               | н/д                                  | н/д | н/д | ≈1825                                                                        |
| Удельный расход топлива в крейсерском режиме кг/кгс в час | 0,61                                 | ~0,55                                          | 0,526                                                                                              | 0,526                                | 0,535 | ~0,51 | н/д                                                                          |
| Схема двигателя                                           | 1+3+7-1+3                            | 1+1+8−2+5                                      | 1+3+8−2+6                                                                                          | 1+3+8−2+6                            | 1+4+8−2+6 | н/д | н/д                                                                          |
| Степень двухконтурности                                   | 4,4                                  | ~7,5                                           | 8,5                                                                                                | 8,6                                  | 7,2 | н/д | ≈10,6                                                                        |
| Степень повышения давления в компрессоре                  | 28                                   | н/д                                            | 41                                                                                                 | 38                                   | 46 | н/д | ≈50                                                                          |
| Применение                                                | Ан-148 SSJ-New SSJ-75 Ту-334 Бе-200  | SSJ-130NG                                      | Ту-204 МС-21-310                                                                                   | МС-21-210                            | Ту-204 МС-21-400 Ил-76МД-90А Ил-78М-90А Ил-276                                                                                          | Ту-214 Ил-96-300 Ил-96-400Т Ил-106 | CR929                                                                        |
| Примечание                                                | Ранее в прессе фигурировал как ПД-7. | Вариант с уменьшенной тягой, менее габаритный. | Базовый ТРДД. Степень унификации до 80 % новых деталей (сделанных специально для этого двигателя). | Дросселированный вариант ТРДД ПД-14. | Форсированный вариант ТРДД. По сравнению с ПД-14 изменены — 4 подпорные ступени, усилены диски КВД и ТВД, перепрофилированы лопатки ТНД | Максимально возможная тяга двигателей семейства ПД-14 — 20 тонн. Для достижения большей тяги нужно серьёзное изменение конструкции и модификации двигателя (в том числе нужен газогенератор большей размерности). Предполагает повышение температуры перед турбиной минимум на 50 градусов. | Расширение семейства ПД-14 с более габаритным газогенератором, проект ПД-35. |

#### ПД-8
ПД-8 — предполагается применение для замены импортных на Sukhoi Superjet 100 (Sukhoi Superjet New).

#### ПД-35
ПД-35 — перспективный тяжёлый турбовентиляторный двигатель большой тяги от 33 до 40 тонн

### Для вертолётов
Ведутся разработки двигателя ПД-12В для установки на вертолёты. ПД-12В — турбовальный двигатель для замены советского Д-136, устанавливаемого на тяжёлый транспортный вертолёт Ми-26 .Предполагаемый удельный расход топлива равен 0,179 кг/л. с.хч, а мощность порядка 10 тыс. л. с.

### Для газотурбинных установок
Также создан промышленный двигатель ПД-14ГП-1/ГП-2 — для газотурбинных установок (ГТУ) и агрегатов для транспортировки газа. Так же, предположительно будет создана ГТУ-8 с мощностью 6,5-8,5 МВт и КПД 34-36 % , а так же ГТУ-16 с мощность 12,4-16,5 МВт и КПД 38-40 %.

## Сопоставимые (для двигателя ПД-14) двигатели тягой около 14тс
- CFM International CFM56 и CFM International LEAP-X
- Pratt & Whitney PW1000G
- ПС-90А